# Künzing
Künzing er en kommune i Landkreis Deggendorf i Regierungsbezirk Niederbayern i den tyske delstat Bayern, med godt 3.200 indbyggere.

## Geografi
Künzing ligger i region Donau-Wald, i den østlige ende af landskabet Gäuboden.
Der er følgende landsbyer og bebyggelser i kommunen: Bruck, Girching, Künzing, Wallerdorf, Langkünzing, Girchingerfeld, Herzogau, Piflitz, Grund, Hub, Thannberg, Dorf, Geinöd, Langburg, Dulling, Inkam, Zeitlarn, Forsthart, Meiering